# CARD14
CARD14 یک تنظیم کننده اپیدرمی شناخته شده پروتئین NF-κB است، ژن CARD14 همچنین مسیرهای p38 و آنزیم کیناز JNK MAP را تنظیم می‌کند که هر دو به پروتئین MALT1 paracaspase وابسته هستند.
این پروتئین در انسان توسط ژن «CARD14» کُدگذاری می‌شود.

## ارتباط با پسوریازیس
جهش‌های ژنتیکی در CARD14 باعث حساس‌تر شدن پوست در ابتلا به پسوریازیس می‌شود.
محققان توانستند فعالسازی فیزیکی و کاربردی MALT1 توسط CARD14 را در سلول‌های پوستی کراتینوسیت تولیدکننده کراتین جدا کنند. با مسدود کردن فعالیت MALT1، کاهش چشمگیر در پروتئین‌های مسؤول التهاب و رشد سلول مشاهده شد که این پروتئین را به هدفی ارزشمند برای درمان پسوریازیس تبدیل کرده‌است. اما یافته‌های جدید نشان می‌دهد که مهار MALT1 تنها می‌تواند برای افراد مبتلا به پسوریازیس دارای نوع جهش‌یافته CARD14 مفید باشد.